# Kaplica Szpitalna Matki Bożej Bolesnej w Przeworsku
Kaplica Szpitalna pw. Matki Bożej Bolesnej w Przeworsku – kaplica filialna należąca do parafii pw. Ducha Świętego, znajdująca się w budynku Szpitala Rejonowego im. Henryka Jankowskiego w Przeworsku.

## Powstanie kaplicy
Historia kaplicy sięga lat 80. XX w., kiedy rozpoczęto budowę nowego szpitala w Przeworsku. W pierwotnym projekcie nie planowano umieszczenia w budynku żadnego miejsca modlitwy. Starania o urządzenie w szpitalu kaplicy czynił ks. prał. Adam Ablewicz, ówczesny proboszcz parafii pw. Ducha Świętego, na terenie której wznoszono szpital. Zaowocowały one decyzją dyrekcji szpitala, podjętą w 1979 z inicjatywy ówczesnego dyrektora, lek. Wojciecha Pawłowskiego, aby na kaplicę przeznaczyć pomieszczenia przygotowywane na bibliotekę i czytelnię. Pierwszym kapelanem szpitala został mianowany prał. Ablewicz, który rozpoczął swoją posługę w 1982. Poświęcenie kaplicy, której nadano wezwanie Matki Bożej Bolesnej, odbyło się 18 października 1983. 22 października 1998 kaplicę odwiedził abp Józef Michalik. Posługę kapelana pełnią kapłani z parafii Ducha Świętego w Przeworsku.

## Wystrój kaplicy
Wymiary kaplicy to 5 na 12 metrów. Autorami wystroju kaplicy byli Anatol i Danuta Drwalowie z Tarnowa. Na centralnej ścianie umieszczono mozaikę, na której tle znalazły się figury: Chrystusa Ukrzyżowanego i Matki Bożej Bolesnej - Patronki kaplicy. Ponadto wyposażenie tworzą stacje Drogi Krzyżowej, płaskorzeźba św. Jana Pawła II i kard. Stefana Wyszyńskiego, fresk przedstawiający św. Łukasza Ewangelistę oraz wizerunki Matki Bożej Częstochowskiej i Matki Bożej Fatimskiej. Z wnętrza kaplicy wyodrębniono ponadto pomieszczenie służące jako zakrystia.

## Przeniesienie kaplicy
W napiętej atmosferze odbyła się zmiana lokalizacji kaplicy. Pierwotnie piętro, na którym znajdowała się kaplica zajmowała administracja, z czasem jednak umieszczono tam oddział rehabilitacji neurologicznej. Ponieważ kaplicę odwiedzali nie tylko pacjenci szpitala, ale również ludność z pobliskiego osiedla stan ten według dyrekcji Szpitala naruszał przepisy sanitarno-epidemiologiczne. Powołując się na rozporządzenie ministra zdrowia i troskę o spokój pacjentów, zdecydowano o przeniesieniu kaplicy do suteren szpitala, do pomieszczenia zajmowanego wcześniej przez wentylatorownię. Jako zalety nowego miejsca wskazywano bliskość wind, większy metraż pomieszczenia i możliwość bezproblemowego odwiedzania kaplicy przez osoby z zewnątrz.
Pomysł ten nie spodobał się wielu osobom, korzystającym z posługi duszpasterskiej w kaplicy. Jako argumenty przemawiające przeciw nowej lokalizacji wskazywano bliskość pomieszczenia "pro morte", w którym przechowuje się zwłoki przed przewiezieniem do kostnicy, jak również ciągu komunikacyjnego, przez który przewozi się skażone materiały. Podnoszono również kwestię unoszącego się w piwnicach zapachu stęchlizny, obecności pionów kanalizacyjnych i gromadzenia się wody deszczowej podczas silnych opadów. Zwracano uwagę, że dotychczasowa lokalizacja umożliwiała uczestnictwo w nabożeństwach osobom leczonym na oddziale rehabilitacji, dla których przemieszczanie się pomiędzy piętrami jest niemożliwe. Ponadto wskazywano, iż miejsce uświęcone jest modlitwą wielu ludzi. Ostatecznie kaplica została przeniesiona do suteren. Odtworzono jej pierwotny wygląd wnętrza.